# تيودور توفييه
تيودور-ماران توفييه (بالفرنسية: Théodore-Marin Tuffier)‏ أو تيودور توفييه (بالفرنسية: Théodore Tuffier)‏ ـ (26 مارس 1857 ـ 27 أكتوبر 1929) هو جرّاح فرنسي من رواد جراحة الرئة والقلب والأوعية الدموية (مع معاصره الشهير ألكسيس كاريل)، وكذلك من رواد التخدير النخاعي.
في سنة 1891، أجرى توفييه أول جراحة ناجحة لاستئصال الفص العلوي من رئة يمنى أتلفها داء السل، كما أجرى أول تدخل جراحي ناجح لعلاج أم الدم الأبهرية، وأول تدخل ناجح لتوسيع تضيق الصمام الأبهري. كما عُني بعمليات فرز المصابين إبان الحرب العالمية الأولى.

## روابط خارجية
- تيودور توفييه على موقع الموسوعة البريطانية (الإنجليزية)